# Basilique pontificale Santa-Maria del Carmine d'Avigliano
La basilique pontificale Santa-Maria del Carmine est une basilique de la ville d'Avigliano, dans la région de la Basilicate, dans le Sud de l'Italie.

## Histoire
Les premières données sur son existence sont incertaines. Il est possible qu'elle ait été construite au IXe siècle et achevée en 1583. Les travaux ont repris au XIXe siècle, la façade a été reconstruite en 1854 et un trône a été érigé en 1950. Les restes d'un vieil orgue qui est censé dater du XVIIIe siècle ont ainsi été retrouvés. Le clocher possède 4 cloches électrifiées en 1978.

## Architecture
La basilique est composée de trois nefs qui mélangent les styles baroque et néo-classique.

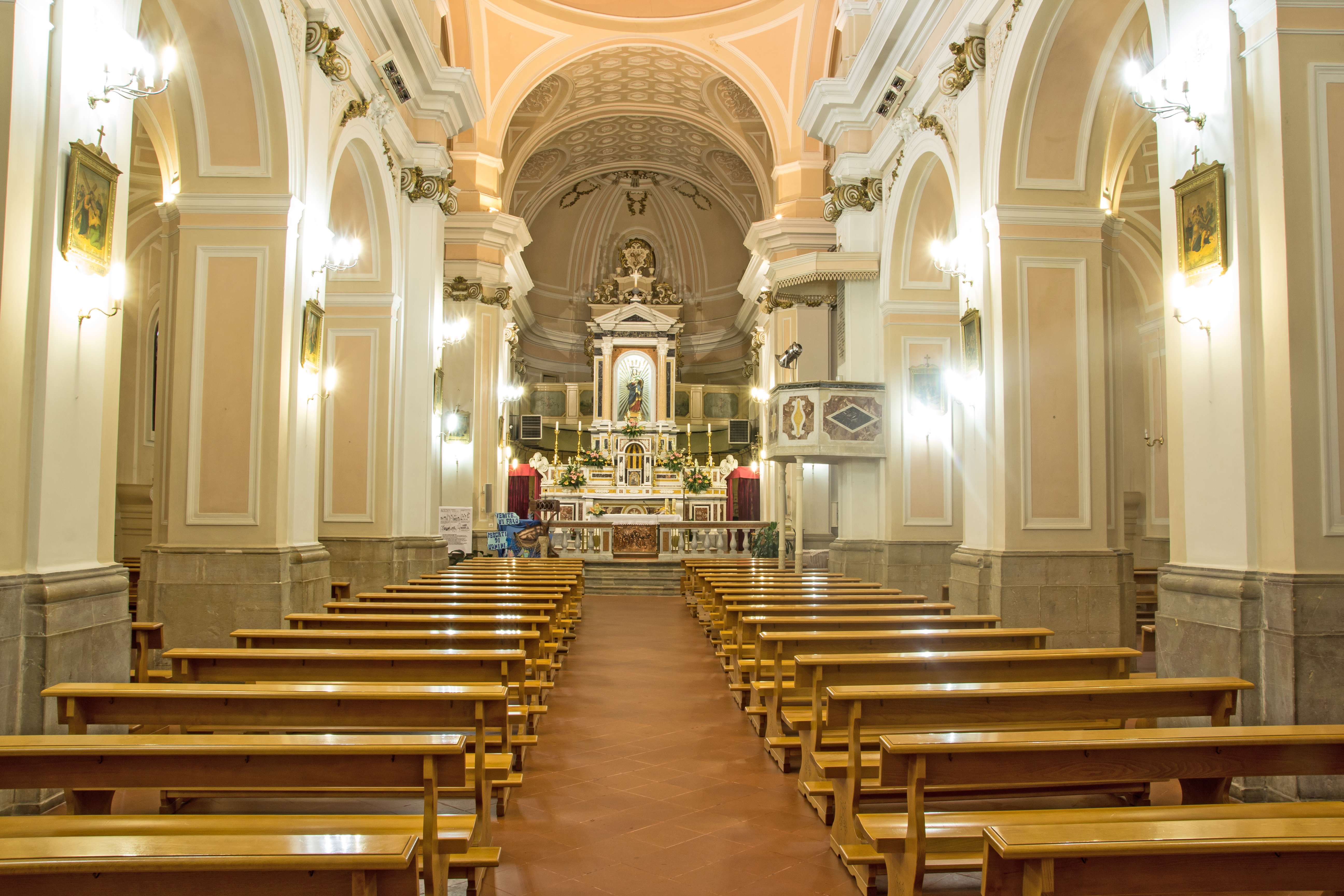
La nef centrale.

## Ornementation
La basilique possède de nombreuses statues datant du XVIIIe siècle, dont la Madonna col Bambino, San Sebastiano, San Rocco et San Vito e l’Addolorata.
Parmi les peintures: La Visitation (1776), Miracle à Santa Clara (1727), Vierge à l'Enfant XVIIIe siècle et la Nativité de Marie (1851).
La basilique possède également : 
- Un bénitier, 1936 Salvatore Manfredi
- Quatre bustes reliquaires en bois représentant les Saints Martyrs
- Un crucifix en bois du XVIIIe siècle.
- Des fonts baptismaux en pierre du XVIIIe siècle
- La Déposition du Christ en papier-mâché du XIXe siècle.

La chaire est ornée de marbres polychromes du XIXe siècle.

## Source
- (it) Cet article est partiellement ou en totalité issu de l’article de Wikipédia en italien intitulé « Basilica Pontificia di Santa Maria del Carmine » (voir la liste des auteurs).